# Benthoscolex cubanus
Benthoscolex cubanus är en ringmaskart som beskrevs av Hartman 1942. Benthoscolex cubanus ingår i släktet Benthoscolex och familjen Amphinomidae. Inga underarter finns listade i Catalogue of Life.